# 개맛강
개맛강(Lingulata)은 캄브리아기(약 5억 4100만년 전) 이래 현존하는 모든 완족동물 중에서 가장 오래된 완족동물 강이다. 또한 형태학적으로는 가장 수수한 완족동물로, 형태상 아주 작은 변화만 있을 뿐 오늘날까지 초기 모습을 유지해 왔다. 오늘날 일본 주변 해역에서 발견되는 살아있는 조가비 표본은 캄브리아기 화석과 거의 아주 흡사하다.